# Bortnîțea, Dubno
Bortnîțea (în ucraineană Бортниця) este un sat în comuna Ivanne din raionul Dubno, regiunea Rivne, Ucraina.

## Demografie
Componența lingvistică a localității Bortnîțea
     Ucraineană (99,73%)
     Alte limbi (0,27%)
Conform recensământului din 2001, majoritatea populației localității Bortnîțea era vorbitoare de ucraineană (99,73%), existând în minoritate și vorbitori de alte limbi.